# Militärflugplatz Saky

i7
i11
i13

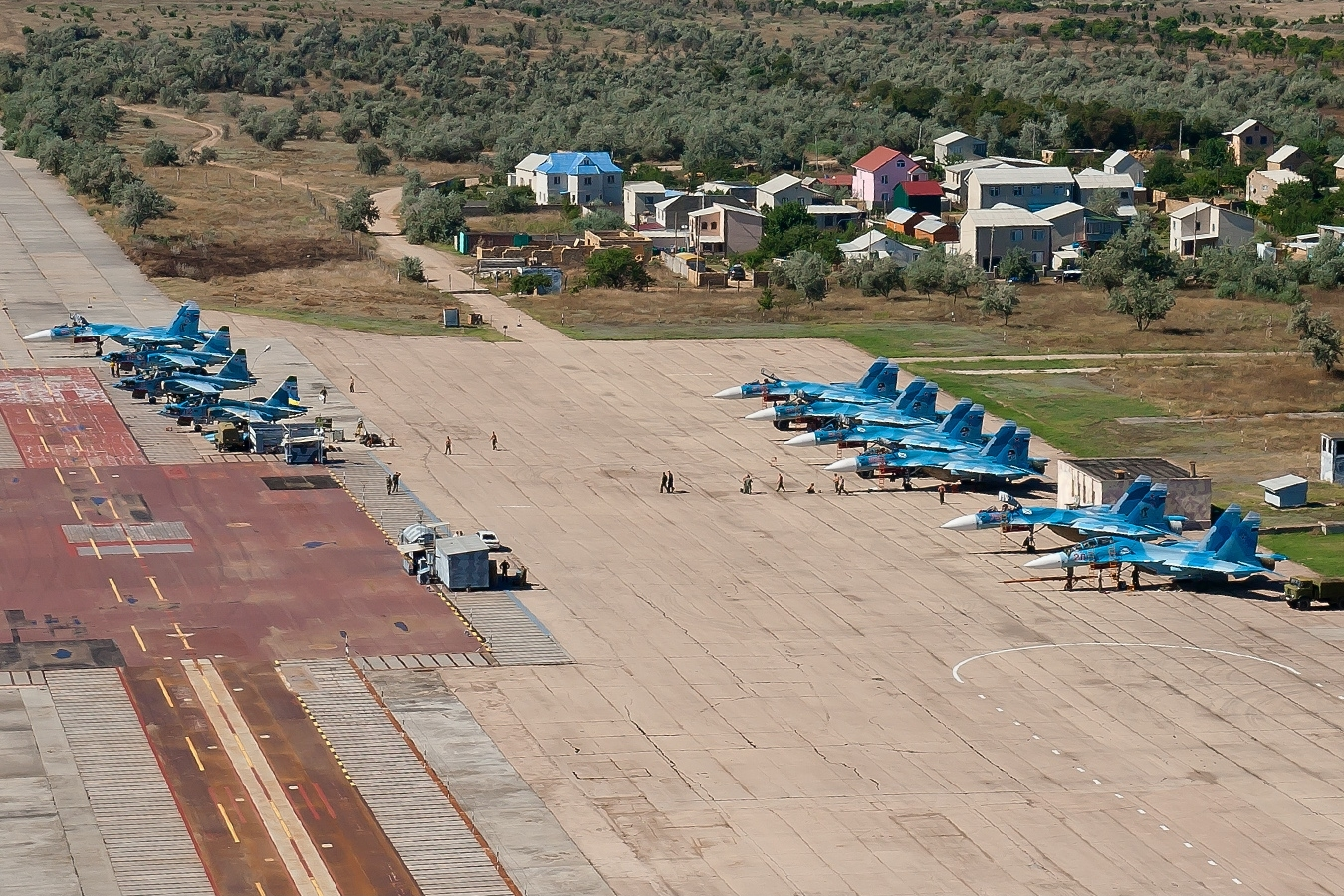
Militärflugplatz Saki, 2010

Der Militärflugplatz Saky (ukrainisch Авіабаза Саки, russisch Военный аэродром Саки) ist ein Flugplatz der russischen Seefliegerkräfte bei Nowofedoriwka auf der von Russland besetzten Krim. Von 1942 bis 1943, während des Deutsch-Sowjetischen Krieges, diente er der Luftwaffe der Wehrmacht als Fliegerhorst Saki I.

## Geschichte
Zur Geschichte des Gebiets der Krim siehe: Autonome Sozialistische Sowjetrepublik der Krim und Ukrainische Sozialistische Sowjetrepublik.

### Nutzung während des Zweiten Weltkrieges
Der Flugplatz wurde als Basis für die Bomberwaffe der sowjetischen Luftstreitkräfte erbaut. Im Jahre 1941 lag das 21. Fernbombenflieger-Regiment hier, das mit den zweimotorigen mittleren Bombern DB-3 und DB-3F ausgestattet war. Nach Beginn des deutschen Überfalls auf die Sowjetunion am 22. Juni 1941 überflog am 14. Juli 1941 erstmals ein deutsches Aufklärungsflugzeug den Platz und machte Fotos von den 36 abgestellten Bombern. Am 15. Oktober 1941 erschienen drei deutsche Bomber vom Kampfgeschwader 27 und attackierten die Gebäude und die abgestellten Flugzeuge. Im November 1941 eroberten deutsche Truppen das Flugfeld, das sofort von der Luftwaffe wieder hergerichtet wurde. Im Dezember 1941 belegte mit der 6. Staffel des Kampfgeschwaders 26 der erste fliegende Verband der Luftwaffe den Fliegerhorst. Aufgrund seiner Lage direkt am Schwarzen Meer wurde er überwiegend von Bombern belegt, die auf Seeziele spezialisiert waren. Von Dezember 1941 bis Juli 1942 hatte der Fliegerführer Süd sein Hauptquartier in den Gebäuden des Fliegerhorstes untergebracht.
Die folgende Tabelle zeigt eine Auflistung aller fliegender aktiver Einheiten (ohne Schul- und Ergänzungsverbände) der Luftwaffe, die hier zwischen Dezember 1941 und Mai 1943 stationiert waren.
| Von            | Bis            | Einheit                                                                   | Ausrüstung         |
| -------------- | -------------- | ------------------------------------------------------------------------- | ------------------ |
| Dezember 1941  | April 1942     | 6./KG 26 (6. Staffel des Kampfgeschwaders 26)                             | Heinkel He 111H-6  |
| Januar 1942    | August 1942    | I./KG 100 (I. Gruppe des Kampfgeschwaders 100)                            | Heinkel He 111H-6  |
| März 1942      | Mai 1942       | 6./KG 26                                                                  | Heinkel He 111H-6  |
| April 1942     | September 1942 | II./KG 26                                                                 | Heinkel He 111H-6  |
| April 1942     | Oktober 1942   | Stab/KG 100                                                               | Heinkel He 111H-6  |
| Mai 1942       | Juni 1942      | 4.(F)/Aufkl.Gr. 122 (4. Fernaufklärungsstaffel der Aufklärungsgruppe 122) |                    |
| September 1942 | November 1942  | I./KG 55                                                                  | Heinkel He 111H-6  |
| Oktober 1942   | Dezember 1942  | III./KG 55                                                                | Heinkel He 111H-6  |
| Januar 1943    | Mai 1943       | Wetterflugstelle Schwarzmeer                                              |                    |
| Februar 1943   | März 1943      | KGr. z.b.V. 5                                                             | Heinkel He 111H-6  |
| Februar 1943   | April 1943     | KGr. z.b.V. 23                                                            | Heinkel He 111H-6  |
| Februar 1943   | April 1943     | Stab/KG 55                                                                | Heinkel He 111H-16 |
| Februar 1943   | Mai 1943       | I./KG 55                                                                  | Heinkel He 111H-16 |
| März 1943      | Mai 1943       | III./KG 4                                                                 | Heinkel He 111H-16 |

Nachdem Mitte April 1944 die letzten deutschen Einheiten vertrieben wurden, übernahm die sowjetische Luftwaffe den Flugplatz wieder. Bei der Konferenz von Jalta landeten hier der US-Präsident Franklin D. Roosevelt und der britische Premierminister Winston Churchill.

### Nutzung während des Kalten Krieges
Die sowjetischen Marineflieger betrieben dort eine Ausbildungsanlage für Flugzeugträgerstarts und -landungen. Die Trainingsanlage NITKA (russisch Наземный испытательный тренировочный комплекс авиационный Nasemny ispytatelny trenirowotschny kompleks awiazionny, bodengestützter Ausbildungs- und Forschungskomplex der Luftfahrt) wurde 1977 erbaut und verfügt auch über ein Flugzeugkatapult. Ursprünglich sollten neue russische Flugzeugträger der Admiral-Kusnezow-Klasse über Flugzeugkatapulte verfügen und die Anlage in Nowofedoriwka zur Schulung und Erprobung dienen. Wegen technischer Schwierigkeiten entschied sich die russische Marine dagegen und rüstete ihren Flugzeugträger mit einem Ski-Jump aus. Trotzdem war NITKA bis zum Ende des Kalten Krieges und ist darüber hinaus bis heute (2024) für Sowjet-Russland unverzichtbar zum Training von Piloten der SU-33 und MIG-29 auf Flugzeugträger(n).

### Weiternutzung nach dem Zerfall der Sowjetunion (1991)

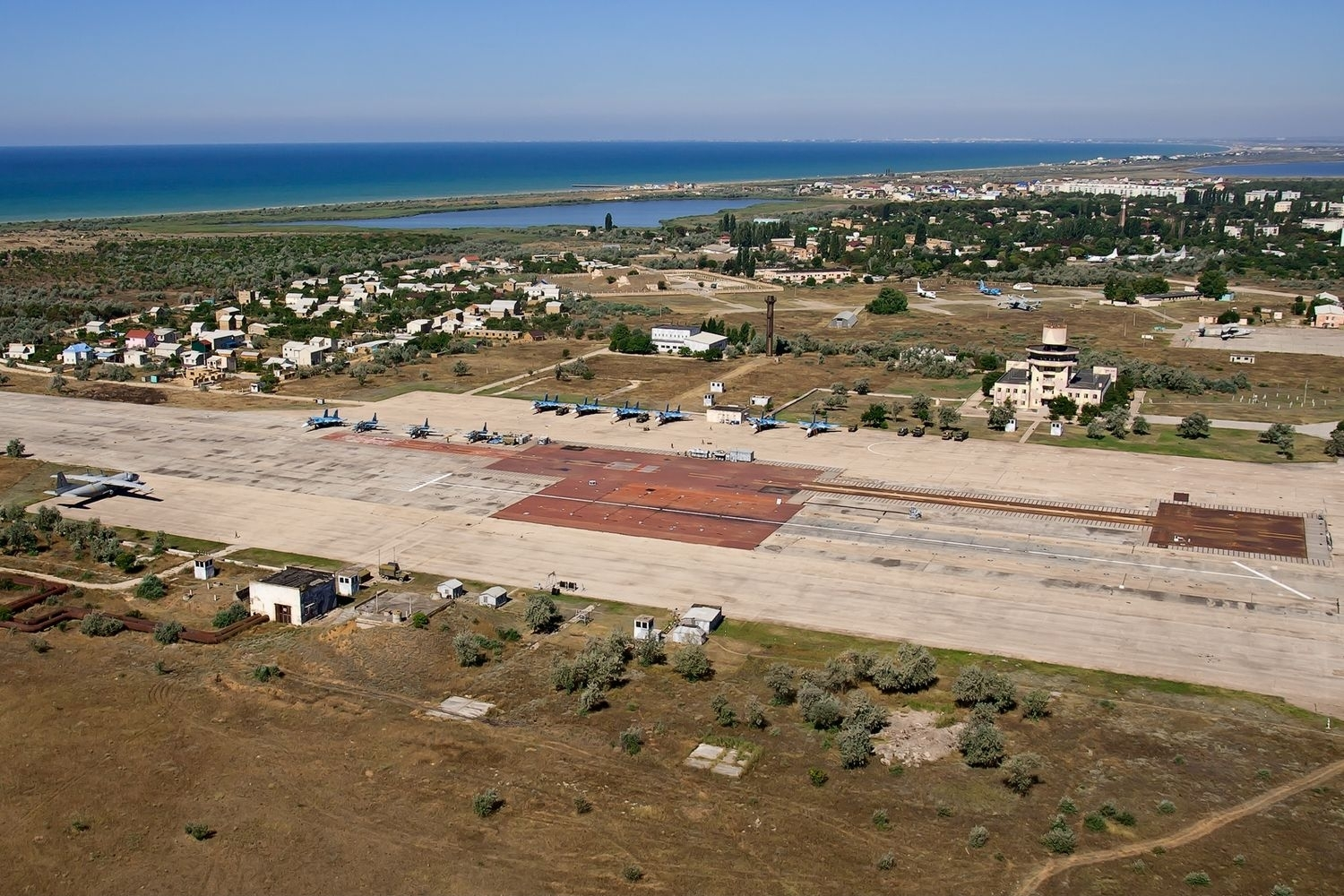
Militärflugplatz mit Flugzeugträger-Anlage und Siedlung (2010)

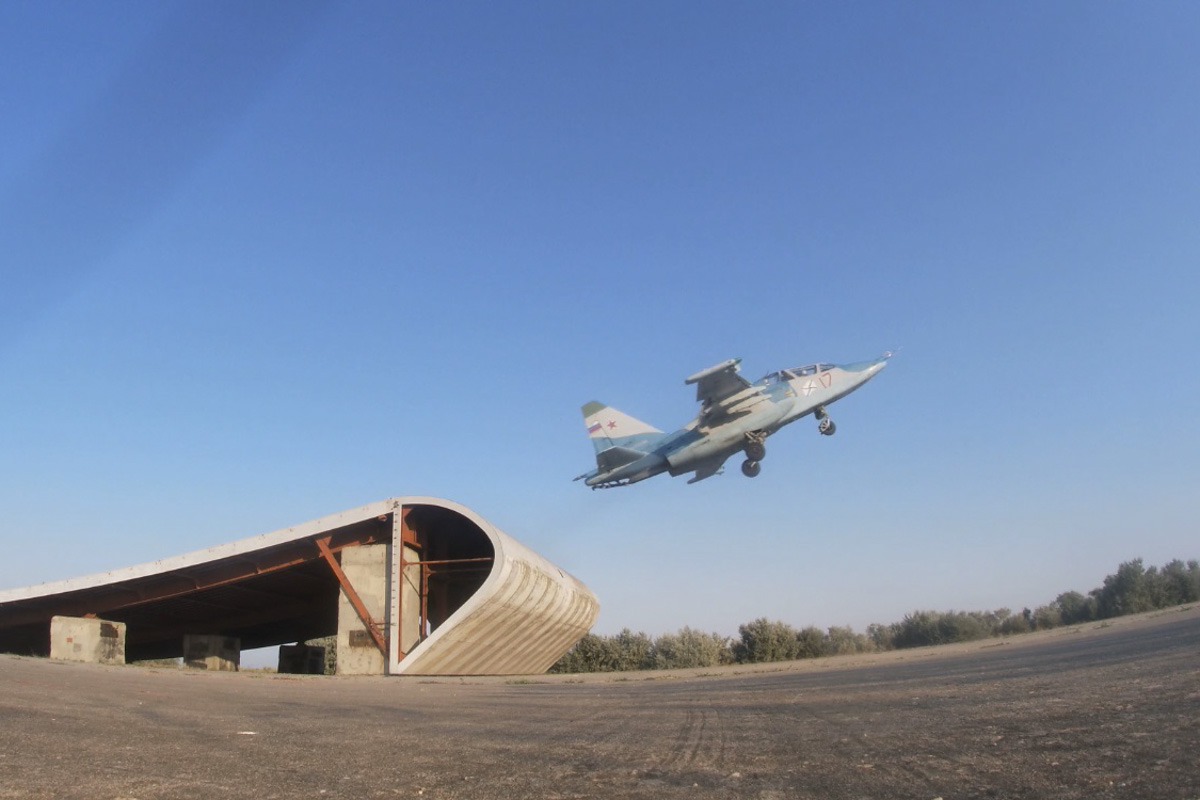
Übungsstart über den „Ski-Jump“ der NITKA-Anlage (2021)

Nach dem Zerfall der Sowjetunion 1991 lag das Militärflugfeld auf dem Gebiet der Ukraine. Eine im Februar 1997 geschlossene Vereinbarung zwischen Russland und der Ukraine ermöglichte die Weiternutzung der Anlage durch russischen Marineflieger der Nordflotte. Für das russische Militär war es langfristig nicht tragbar, die einzige Ausbildungsmöglichkeit dieser Art nicht im Inland zu haben. Wahrscheinlich erschien auch die jährlichen Miete von etwa umgerechnet 700.000 US-Dollar zu hoch. Deswegen plante das russische Militär ab 2009 eine neue Trainingsanlage im russischen Jeisk am Asowschen Meer. Da Russland die Anlage in Nowofedoriwka nicht mehr nutzten wollte, warb die Ukraine bei anderen Interessenten wie China und Indien. Da dieses nicht gelang, plante die Ukraine, die Trainingsanlage abzubauen.

### Annexion der Krim durch Russland (2014)
Im Zuge der völkerrechtswidrigen Annexion der Krim 2014 wurde der Flugplatz vom russischen Militär übernommen. Bereits im Sommer 2014 nahmen die russischen Marineflieger der Nordflotte das Training am NITKA wieder auf. Nach der gewaltsamen Übernahme von Nowofedoriwka stagnierten die Bauarbeiten an der 2011 angefangenen Trainingsanlage in Jeisk.

### Überfall Russlands auf die Ukraine ab Februar 2022

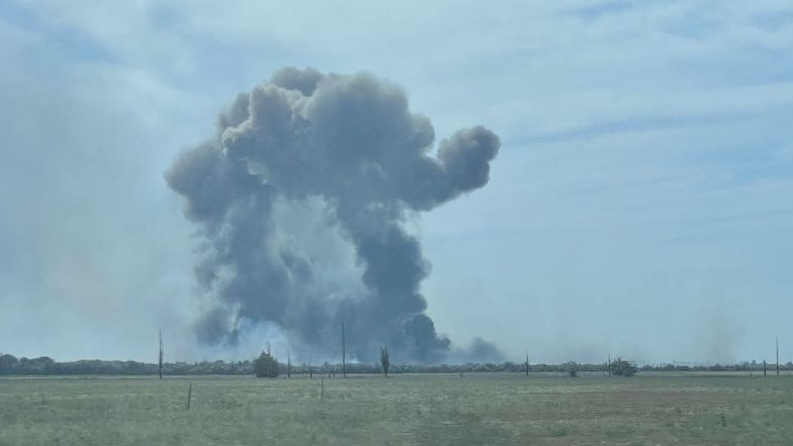
Rauchsäule über dem Flugfeld, 9. August 2022

Nowofedoriwka ist die Basis des 43. Selbständigen Schlachtfliegerregiments (43. OMSchAP) der russischen Seefliegerkräfte. Dort sind Su-24-Bomber und Su-30-Mehrzweckkampfflugzeuge stationiert. Nach russischen Angaben beteiligte sich das Regiment an der Invasion der Ukraine.
Am 9. August 2022 ereigneten sich mehrere Explosionen auf dem Flugplatz. Russischen Angaben zufolge explodierte ein Munitionsdepot infolge eines nicht weiter erklärten Unfalls, dies erschien westlichen Experten jedoch unplausibel. Die russischen Behörden riefen den Notstand aus und gaben an, dass eine Person getötet und mehr als ein Dutzend weitere verletzt worden seien sowie 252 Bewohner aufgrund von Schäden an Wohnblocks vorübergehend evakuiert werden mussten. Die russischen Behörden bestritten einen ukrainischen Angriff, der Unfall sei durch Missachtung der Brandschutzregeln geschehen. Die ukrainischen Behörden übernahmen nicht offen die Verantwortung für einen Angriff, erklärten jedoch in einer Pressemitteilung, dass bei den Explosionen neun russische Militärflugzeuge zerstört worden seien. Russland bestritt wiederum, dass überhaupt russische Militärflugzeuge beschädigt worden seien. Satellitenbilder, die an den darauffolgenden Tagen in den Medien veröffentlicht wurden, zeigten erhebliche Schäden auf dem Flugplatz – wobei mindestens acht Flugzeuge, darunter Su-24 und Su-30, auf dem Flugplatz zerstört wurden und mehrere Explosionskrater sichtbar waren. Durch die widersprüchlichen Aussagen seitens der russischen Führung sowie die öffentliche Zurückhaltung der ukrainischen Führung war die genaue Ursache der Explosionen auf dem Flugplatz weiter unklar; es wäre jedoch der erste Schlag gegen ein militärisches Ziel auf der Krim.
Am 7. September 2022 gab der ukrainische Armeechef Walerij Saluschnyj bekannt, dass die Ukraine für die Raketenschläge gegen mehrere Luftwaffenstützpunkte auf der Krim, insbesondere gegen den Flugplatz Saky, verantwortlich sei. Welche Raketen zum Einsatz kamen, teilte er nicht mit. Bei dem Angriff auf den Flugplatz seien bis zu zehn russische Kampfflugzeuge zerstört worden. Ziel sei es gewesen, den Russen auch in entfernteren Gebieten zu verdeutlichen, dass es einen realen Krieg mit Verlusten und Niederlagen gebe.
In der Nacht zum 21. September 2023 wurde der Flugplatz erneut angegriffen, auf dem zu diesem Zeitpunkt mehrere Su-24M-Bomber und Su-30-Mehrzweckkampfflugzeuge sowie die Trainingsbasis für iranische Kampfdrohnen Qods Mohajer-6 stationiert waren. Laut ukrainischen Angaben wurden mehrere Drohnen sowie Neptun-Raketen eingesetzt und sollen dabei schwere Schäden verursacht haben. Russischen Angaben zufolge wurden bis zu 19 ukrainische Drohnen über dem Schwarzen Meer und der Krim abgeschossen, sie bestätigten jedoch keine ukrainischen Raketenangriffe.
Am 26. Juli 2024 kam es wiederum es zu einem bedeutenden Brand am Flugplatz. Laut Telegramkanal „Crimean Wind“ wurde ein Munitionsdepot von ukrainischen Drohnen oder ballistischen Raketen getroffen.